# David Mémy
David Memy (...) è un allenatore di calcio congolese (Repubblica del Congo).

## Carriera
Ha allenato dal 1985 al 1986 la Nazionale Under-17 della Repubblica del Congo. Nel 1997 è divenuto commissario tecnico della Nazionale congolese, in sostituzione di Noël Minga. Il rapporto si interrompe nel 1998. Nel 1999 viene richiamato come commissario tecnico della Nazionale congolese, succedendo ad Alain Nestor Ngouinda. In questa esperienza ha guidato la Nazionale congolese nella Coppa d'Africa 2000. Nello stesso anno è stato sostituito sulla panchina della Nazionale congolese da Camille Ngakosso.